# Isoflavone 4'-O-metiltransferasi
La isoflavone 4'-O-metiltransferasi è un enzima appartenente alla classe delle transferasi, che catalizza la seguente reazione:
S-adenosil-L-metionina + un isoflavone ⇄ S-adenosil-L-omocisteina + un 4′-O-metilisoflavone